# Asilus appendiculata
Asilus appendiculata là một loài ruồi trong họ Asilidae. Asilus appendiculata được Macquart miêu tả năm 1848. Loài này phân bố ở miền Ấn Độ - Mã Lai.